# Pilsijärvi
Pilsijärvi är en sjö i Finland. Den ligger i kommunen Enontekis i den ekonomiska regionen  Fjäll-Lappland och landskapet Lappland, i den norra delen av landet, 900 km norr om huvudstaden Helsingfors. Pilsijärvi ligger 308 meter över havet. Arean är 13,7 hektar och strandlinjen är 1,98 kilometer lång. Sjön  ingår i Kemi älvs huvudavrinningsområde.   Den ligger vid sjön Ketojärvi.